# Mysidella sulcata
Mysidella sulcata är en kräftdjursart som beskrevs av Murano 2002. Mysidella sulcata ingår i släktet Mysidella och familjen Mysidae. Inga underarter finns listade i Catalogue of Life.